# Сладък кладенец
Сладък кладенец е село в Южна България, община Стара Загора, област Стара Загора.

## География
Село Сладък кладенец се намира на 27 km от центъра на областния град Стара Загора. Разположено е в южните склонове на Сърнена Средна гора. Освен с автомобил, достъпно е с автобусна линия 94 от Стара Загора през Старозагорски минерални бани.

## История
Старото име на селото е Шекер бунар (от турски – „захарен кладенец“). Едно от драматичните събития в историята на селото е жестокото избиване на 76 души по време на Руско-Турската освободителна война. Затова и жителите го наричат „Малкия Батак“. За трагично загиналите напомня паметник, издигнат в местността „Въльов ръд“.

## Забележителности
Край Сладък кладенец, южно от селото, е построен микроязовир.

## Личности
- Минчо Табаков (р. 1935) – български политик от БКП
- Петър Василев – български актьор (1911 – 2009)
- Ленко Дончев Ленков – агроном, професор, доктор по селскостопански науки (1923 – 1997)